# Tour de France 2019 – 13. etap
13. etap kolarskiego wyścigu Tour de France 2019 odbył się 19 lipca na trasie liczącej 27,2 km. Start i meta indywidualnej jazdy na czas miały miejsce w Pau.

## Klasyfikacja etapu
| \| Klasyfikacja etapu \| Klasyfikacja etapu \| Klasyfikacja etapu \| Klasyfikacja etapu \| Klasyfikacja etapu \| \| Kolarz \| Kolarz \| Państwo \| Drużyna \| Czas \| \| ------------------ \| ------------------ \| ------------------ \| --------------------- \| ------------------ \| \| 1. \| Julian Alaphilippe \| Francja \| Deceuninck-Quick Step \| 35' 00" \| \| 2. \| Geraint Thomas \| Wielka Brytania \| Team Ineos \| + 14" \| \| 3. \| Thomas De Gendt \| Belgia \| Lotto-Soudal \| + 36" \| \| 4. \| Rigoberto Urán \| Kolumbia \| EF Education First \| + 36" \| \| 5. \| Richie Porte \| Australia \| Trek-Segafredo \| + 45" \| \| 6. \| Steven Kruijswijk \| Holandia \| Team Jumbo-Visma \| + 45" \| \| 7. \| Thibaut Pinot \| Francja \| Groupama-FDJ \| + 49" \| \| 8. \| Kasper Asgreen \| Dania \| Deceuninck-Quick Step \| + 52" \| \| 9. \| Enric Mas \| Hiszpania \| Deceuninck-Quick Step \| + 58" \| \| 10. \| Joseph Rosskopf \| Stany Zjednoczone \| CCC Team \| + 1' 01" \| |                    |                   |                       |          |
| |                    |                   |                       |          |
| Źródło: ProCyclingStats |                    |                   |                       |          |
| Klasyfikacja etapu |                    |                   |                       |          |
| Kolarz | Kolarz             | Państwo           | Drużyna               | Czas     |
| 1. | Julian Alaphilippe | Francja           | Deceuninck-Quick Step | 35' 00"  |
| 2. | Geraint Thomas     | Wielka Brytania   | Team Ineos            | + 14"    |
| 3. | Thomas De Gendt    | Belgia            | Lotto-Soudal          | + 36"    |
| 4. | Rigoberto Urán     | Kolumbia          | EF Education First    | + 36"    |
| 5. | Richie Porte       | Australia         | Trek-Segafredo        | + 45"    |
| 6. | Steven Kruijswijk  | Holandia          | Team Jumbo-Visma      | + 45"    |
| 7. | Thibaut Pinot      | Francja           | Groupama-FDJ          | + 49"    |
| 8. | Kasper Asgreen     | Dania             | Deceuninck-Quick Step | + 52"    |
| 9. | Enric Mas          | Hiszpania         | Deceuninck-Quick Step | + 58"    |
| 10. | Joseph Rosskopf    | Stany Zjednoczone | CCC Team              | + 1' 01" |

## Klasyfikacje po etapie

### Klasyfikacja generalna(Maillot Jaune)
| \| Klasyfikacja generalna \| Klasyfikacja generalna \| Klasyfikacja generalna \| Klasyfikacja generalna \| Klasyfikacja generalna \| \| Kolarz \| Kolarz \| Państwo \| Drużyna \| Czas \| \| ---------------------- \| ---------------------- \| ---------------------- \| ---------------------- \| ---------------------- \| \| 1. \| Julian Alaphilippe \| Francja \| Deceuninck-Quick Step \| 53h 01' 09" \| \| 2. \| Geraint Thomas \| Wielka Brytania \| Team Ineos \| + 1' 26" \| \| 3. \| Steven Kruijswijk \| Holandia \| Team Jumbo-Visma \| + 2' 12" \| \| 4. \| Enric Mas \| Hiszpania \| Deceuninck-Quick Step \| + 2' 44" \| \| 5. \| Egan Bernal \| Kolumbia \| Team Ineos \| + 2' 52" \| \| 6. \| Emanuel Buchmann \| Niemcy \| Bora-Hansgrohe \| + 3' 04" \| \| 7. \| Thibaut Pinot \| Francja \| Groupama-FDJ \| + 3' 22" \| \| 8. \| Rigoberto Urán \| Kolumbia \| EF Education First \| + 3' 54" \| \| 9. \| Nairo Quintana \| Kolumbia \| Movistar Team \| + 3' 55" \| \| 10. \| Adam Yates \| Wielka Brytania \| Mitchelton-Scott \| + 3' 55" \| |                    |                 |                       |             |
| |                    |                 |                       |             |
| Źródło: ProCyclingStats |                    |                 |                       |             |
| Klasyfikacja generalna |                    |                 |                       |             |
| Kolarz | Kolarz             | Państwo         | Drużyna               | Czas        |
| 1. | Julian Alaphilippe | Francja         | Deceuninck-Quick Step | 53h 01' 09" |
| 2. | Geraint Thomas     | Wielka Brytania | Team Ineos            | + 1' 26"    |
| 3. | Steven Kruijswijk  | Holandia        | Team Jumbo-Visma      | + 2' 12"    |
| 4. | Enric Mas          | Hiszpania       | Deceuninck-Quick Step | + 2' 44"    |
| 5. | Egan Bernal        | Kolumbia        | Team Ineos            | + 2' 52"    |
| 6. | Emanuel Buchmann   | Niemcy          | Bora-Hansgrohe        | + 3' 04"    |
| 7. | Thibaut Pinot      | Francja         | Groupama-FDJ          | + 3' 22"    |
| 8. | Rigoberto Urán     | Kolumbia        | EF Education First    | + 3' 54"    |
| 9. | Nairo Quintana     | Kolumbia        | Movistar Team         | + 3' 55"    |
| 10. | Adam Yates         | Wielka Brytania | Mitchelton-Scott      | + 3' 55"    |

### Klasyfikacja punktowa(Maillot Vert)
| Klasyfikacja punktowa | Klasyfikacja punktowa | Klasyfikacja punktowa | Klasyfikacja punktowa | Klasyfikacja punktowa |
| Kolarz                | Kolarz                | Państwo               | Drużyna               | Punkty                |
| --------------------- | --------------------- | --------------------- | --------------------- | --------------------- |
| 1.                    | Peter Sagan           | Słowacja              | Bora-Hansgrohe        | 277 pkt               |
| 2.                    | Sonny Colbrelli       | Włochy                | Bahrain-Merida        | 191 pkt               |
| 3.                    | Elia Viviani          | Włochy                | Deceuninck-Quick Step | 184 pkt               |
| 4.                    | Michael Matthews      | Australia             | Team Sunweb           | 167 pkt               |
| 5.                    | Caleb Ewan            | Australia             | Lotto-Soudal          | 148 pkt               |
| 6.                    | Jasper Stuyven        | Belgia                | Trek-Segafredo        | 132 pkt               |
| 7.                    | Matteo Trentin        | Włochy                | Mitchelton-Scott      | 118 pkt               |
| 8.                    | Greg Van Avermaet     | Belgia                | CCC Team              | 101 pkt               |
| 9.                    | Dylan Groenewegen     | Holandia              | Team Jumbo-Visma      | 96 pkt                |
| 10.                   | Julian Alaphilippe    | Francja               | Deceuninck-Quick Step | 95 pkt                |

### Klasyfikacja górska(Maillot à Pois Rouges)
| Klasyfikacja górska | Klasyfikacja górska | Klasyfikacja górska | Klasyfikacja górska        | Klasyfikacja górska |
| Kolarz              | Kolarz              | Państwo             | Drużyna                    | Punkty              |
| ------------------- | ------------------- | ------------------- | -------------------------- | ------------------- |
| 1.                  | Tim Wellens         | Belgia              | Lotto-Soudal               | 54 pkt              |
| 2.                  | Thomas De Gendt     | Belgia              | Lotto-Soudal               | 37 pkt              |
| 3.                  | Giulio Ciccone      | Włochy              | Trek-Segafredo             | 30 pkt              |
| 4.                  | Xandro Meurisse     | Belgia              | Wanty-Gobert               | 27 pkt              |
| 5.                  | Natnael Berhane     | Erytrea             | Cofidis, Solutions Crédits | 20 pkt              |
| 6.                  | Tiesj Benoot        | Belgia              | Lotto-Soudal               | 16 pkt              |
| 7.                  | Dylan Teuns         | Belgia              | Bahrain-Merida             | 13 pkt              |
| 8.                  | Serge Pauwels       | Belgia              | CCC Team                   | 13 pkt              |
| 9.                  | Ben King            | Stany Zjednoczone   | Dimension Data             | 13 pkt              |
| 10.                 | Simon Yates         | Wielka Brytania     | Mitchelton-Scott           | 10 pkt              |

### Klasyfikacja młodzieżowa(Maillot Blanc)
| Klasyfikacja młodzieżowa | Klasyfikacja młodzieżowa | Klasyfikacja młodzieżowa | Klasyfikacja młodzieżowa | Klasyfikacja młodzieżowa |
| Kolarz                   | Kolarz                   | Państwo                  | Drużyna                  | Czas                     |
| ------------------------ | ------------------------ | ------------------------ | ------------------------ | ------------------------ |
| 1.                       | Enric Mas                | Hiszpania                | Deceuninck-Quick Step    | 53h 03' 53"              |
| 2.                       | Egan Bernal              | Kolumbia                 | Team Ineos               | + 8"                     |
| 3.                       | David Gaudu              | Francja                  | Groupama-FDJ             | + 5' 50"                 |
| 4.                       | Giulio Ciccone           | Włochy                   | Trek-Segafredo           | + 17' 07"                |
| 5.                       | Gregor Mühlberger        | Austria                  | Bora-Hansgrohe           | + 27' 41"                |
| 6.                       | Maximilian Schachmann    | Niemcy                   | Bora-Hansgrohe           | + 29' 25"                |
| 7.                       | Laurens De Plus          | Belgia                   | Team Jumbo-Visma         | + 30' 53"                |
| 8.                       | Tiesj Benoot             | Belgia                   | Lotto-Soudal             | + 36' 00"                |
| 9.                       | Søren Kragh Andersen     | Dania                    | Team Sunweb              | + 49' 42"                |
| 10.                      | Gianni Moscon            | Włochy                   | Team Ineos               | + 50' 57"                |

### Klasyfikacja drużynowa(Classement par Équipe)
| Klasyfikacja drużynowa | Klasyfikacja drużynowa | Klasyfikacja drużynowa       | Klasyfikacja drużynowa |
| Drużyna                | Drużyna                | Państwo                      | Czas                   |
| ---------------------- | ---------------------- | ---------------------------- | ---------------------- |
| 1.                     | Trek-Segafredo         | Stany Zjednoczone            | 159h 16' 27"           |
| 2.                     | Movistar Team          | Hiszpania                    | + 10' 12"              |
| 3.                     | AG2R La Mondiale       | Francja                      | + 13' 56"              |
| 4.                     | Bora-hansgrohe         | Niemcy                       | + 14' 32"              |
| 5.                     | Mitchelton-Scott       | Australia                    | + 18' 58"              |
| 6.                     | UAE Team Emirates      | Zjednoczone Emiraty Arabskie | + 33' 49"              |
| 7.                     | Groupama-FDJ           | Francja                      | + 34' 50"              |
| 8.                     | EF Education First     | Stany Zjednoczone            | + 35' 25"              |
| 9.                     | Team Jumbo-Visma       | Holandia                     | + 39' 34"              |
| 10.                    | Ineos                  | Wielka Brytania              | + 41' 39"              |